# (3275) Oberndorfer
(3275) Oberndorfer ist ein Asteroid des Hauptgürtels. Er wurde am 25. April 1982 von Edward L. G. Bowell an der Anderson Mesa Station entdeckt.
Der Asteroid wurde nach dem deutschen Amateurastronomen Hans Oberndorfer benannt. Der Namensvorschlag kam von Lutz D. Schmadel, Helmut Schwaiger und Josef Stromeyer für seine Leistungen in der Amateurastronomie.